# Колебкі
Колебкі (пол. Kolebki) — село в Польщі, у гміні Слесін Конінського повіту Великопольського воєводства.
Населення — 215 осіб (2011).
У 1975-1998 роках село належало до Конінського воєводства.

## Демографія
Демографічна структура станом на 31 березня 2011 року:
|          | Загалом | Допрацездатний вік | Працездатний вік | Постпрацездатний вік |
| -------- | ------- | ------------------ | ---------------- | -------------------- |
| Чоловіки | 103     | 20                 | 73               | 10                   |
| Жінки    | 112     | 32                 | 60               | 20                   |
| Разом    | 215     | 52                 | 133              | 30                   |